# Chaudun

Chaudun este o comună în departamentul Aisne din nordul Franței. În 1 ianuarie 2022 avea o populație de 244 de locuitori.